# (31734) 1999 JT71
1999 JT71 (asteroide 31734) é um asteroide da cintura principal. Possui uma excentricidade de 0.07041710 e uma inclinação de 9.50566º.
Este asteroide foi descoberto no dia 12 de maio de 1999 por LINEAR em Socorro.